# 컴퓨터 매개 통신
컴퓨터 매개 통신(Computer-mediated communication, CMC), 컴퓨터 매개 의사소통은 2대 이상의 전자 장치를 사용하여 발생하는 모든 인간 통신으로 정의된다. 이 용어는 전통적으로 컴퓨터 매개 형식(예: 인스턴트 메신저, 전자우편, 채팅방, 온라인 포럼, 소셜 네트워크 서비스)을 통해 발생하는 통신을 지칭했지만, 문자 메시지와 같은 다른 형태의 텍스트 기반 상호작용에도 적용되었다. CMC에 대한 연구는 주로 다양한 컴퓨터 지원 통신 기술의 사회적 영향에 중점을 두고 있다. 최근의 많은 연구에는 소셜 소프트웨어가 지원하는 인터넷 기반 소셜 네트워킹이 포함되어 있다.

## 형태
컴퓨터 매개 통신은 동기식과 비동기식의 두 가지 형태로 나눌 수 있다. 동기식 컴퓨터 매개 통신은 실시간으로 발생하는 통신을 의미한다. 모든 당사자가 동시에 통신에 참여한다. 그러나 반드시 모두 같은 위치에 있을 필요는 없다. 동기식 통신의 예로는 영상 채팅과 페이스타임 음성 통화가 있다. 반대로, 비동기식 컴퓨터 매개 커뮤니케이션은 참여 당사자가 일제히 커뮤니케이션하지 않을 때 발생하는 커뮤니케이션을 의미한다. 즉, 송신자는 수신자로부터 즉각적인 응답을 받지 못한다. 대부분의 컴퓨터 매개 기술 형태는 비동기식이다. 비동기 통신의 예로는 문자 메시지와 전자우편이 있다.

## 같이 보기
- 인터넷 친구